# Ada Bello
Ada C. Bello (Havana, 6 de novembro de 1933 – Filadélfia, 31 de março de 2023) foi uma ativista cubano-americana pelos direitos LGBT e pesquisadora de laboratório médico de ascendência portuguesa. Ela foi fundadora do Philadelphia Chapter of Daughter of Bilitis e da Liga de Ação Homofílica . Bello liderou esforços de ativismo pela comunidade LGBT a partir do final da década de 1960 e atuou em funções de advocacy, inclusive como membro do conselho da Iniciativa LGBT para Idosos.

## Primeiros anos e educação
Bello nasceu em 6 de novembro de 1933, em Havana, Cuba. Sua mãe era dona de casa da Madeira e seu pai era advogado e juiz. Ela morou em Matanzas antes de se mudar para Havana para estudar. Bello frequentou a Universidade de Havana de 1953 a 1956, após o fechamento da universidade por Fulgencio Batista, e depois se transferiu para a Universidade do Estado da Luisiana (LSU). Em 1961, ela se formou em química pela LSU. Ela residiu em Baton Rouge, Louisiana, de 1958 a 1961, antes de se mudar para Picayune, Mississippi, por um ano.

## Carreira
Bello trabalhou para a Universidade da Pensilvânia como assistente de laboratório médico de 1962 a 1980. Ela se tornou pesquisadora de laboratório médico na Universidade da Pensilvânia em 1980 e, mais tarde, trabalhou para a Food and Drug Administration.

### Ativismo LGBT
Bello mudou-se para Filadélfia em 1962, onde participou de organizações sociais e políticas LGBT. Essas ações nascentes ficaram conhecidas como movimento homófilo.
Em 1967, Bello se tornou membro fundador do Capítulo Filadélfia das Filhas de Bilitis (DOB). Bello editou o boletim informativo DOB-Filadélfia com a colega ativista Carole Friedman. Ambas influenciaram a decisão de dissolver a DOB e criar a Homophile Action League (HAL) em 1968. Bello trabalhou como editora do boletim informativo da HAL, que desafiou o assédio policial contra a comunidade LGBT. Ela e outros membros da HAL começaram a se reunir com membros da legislatura da Pensilvânia, como o ex-governador Milton Schapp, para discutir direitos iguais e proteções para pessoas LGBT sob a lei da Pensilvânia.
Em 1968, Bello decidiu se tornar uma ativista depois que o Departamento de Polícia da Filadélfia invadiu o Rusty's Bar, um bar lésbico local, e prendeu 12 mulheres. Após consultar a União Americana pelas Liberdades Civis, a HAL solicitou uma reunião com o departamento de polícia. Devido ao seu status de imigração, Bello não participou diretamente das reuniões, mas dirigiu o carro para os participantes da HAL. Bello participou dos dois últimos protestos do Dia do Lembrete Anual em 1968 e 1969, tendo recebido a cidadania americana em 1968.
Os esforços de defesa de Bello no final da década de 1960 e no início da década de 1970 serviram como uma "ponte entre as atividades políticas pré e pós-stonewall". Ela foi uma das organizadoras originais da Parada do Orgulho Gay da Filadélfia em 1972 e 1973.
Em 1980, Bello e seus colegas ativistas LGBT Mark Segal e John Cunningham viajaram para Fort Indiantown Gap, Pensilvânia, junto com voluntários de língua espanhola da Metropolitan Community Church para ajudar um grupo de refugiados LGBT de Cuba no elevador de barcos Mariel, geralmente conhecido como "Marielitos", para receber asilo e moradia temporária com anfitriões amigáveis LGBT nos Estados Unidos como parte de um programa de assentamento iniciado pelo presidente Jimmy Carter.
Bello foi voluntária na Força-Tarefa Gay da Associação Americana de Bibliotecas sob a orientação de Barbara Gittings e apoiou o Centro Comunitário LGBT William Way, onde atuou como copresidente. Bello atuou no conselho da Força-Tarefa Lésbica e Gay da Filadélfia. Ela organizou o antecessor do Fundo para a AIDS, o From All Walks of Life.
Bello atuou no painel do LGBT Aging Summit em 2010, ao lado da ativista LGBT local Heshie Zinman. Após o Summit, ela ajudou a fundar a LGBT Elder Initiative, da qual atuou como membro do conselho de longa data.
Em 4 de julho de 2015, Bello foi um dos participantes da celebração do 50.º aniversário dos protestos do Dia do Lembrete e do Movimento pelos Direitos Civis LGBT, realizada no Independence Hall.

## Morte
Bello morreu de complicações de COVID-19 e pneumonia na Filadélfia, em 31 de março de 2023, aos 89 anos.

## Prêmios e indicações
Bello recebeu o Prêmio David Acosta de Líder Revolucionário (DARLA) de 2015 da Iniciativa de Educação Gay e Lésbica Latina sobre AIDS (GALAEI). Em 2020, ela recebeu o Prêmio Spirit of CARIE do Centro de Advocacia pelos Direitos dos Idosos por seu trabalho na defesa de idosos LGBTQIA+ na Filadélfia.